# The Walking Dead: Rise of the Governor
The Walking Dead: Rise of the Governor is een post-apocalyptische horror-roman geschreven door Robert Kirkman en Jay Bonansinga. De roman is gebaseerd op de stripserie The Walking Dead die geschreven en getekend is door Robert Kirkman. Het boek vertelt het achtergrondverhaal van de Gouverneur die een hoofdrol speelt in de stripboekenreeks. Het is het eerste deel van een geplande trilogie van romans. De roman werd uitgebracht op 11 oktober 2011.

## Verhaal
De roman volgt het verhaal van Philip Blake, zijn oudere broer Brian, zijn dochter Penny en vrienden Bobby en Nick in hun strijd om te overleven in een wereld verwoest door de zombie-apocalyps. Ze houden zich schuil in een groot huis in de omgeving van Wiltshire Estates, van daaruit zijn ze van plan om verder te reizen naar Atlanta, waar vermoedelijk een "veilige zone" ligt. Een wandelaar weet toch binnen te dringen en bijt Bobby waardoor hij overlijdt. De overige vier zijn radeloos en vertrekken naar Atlanta, eenmaal aangekomen blijkt de stad te zijn overlopen door walkers. De groep vlucht van de grote kudde walkers, plots horen ze een stem die hen naar een appartementencomplex brengt. De stem blijkt van April Chalmers te zijn, deze laat de groep toe tot het complex, waar ook haar vader Dave en zus Tara zich schuilhouden, haar broer David bevindt zich ook in het complex maar is in een walker getransformeerd. Nadat Philip noodgedwongen David vermoordt, ontstaat er een gespannen relatie tussen hem en Tara. Philip valt April seksueel lastig. De volgende dag is April nergens te bekennen, waardoor de groep gedwongen is om op zoek te gaan naar Tara en het complex te verlaten. De familie Blake en Nick vinden een villa op een heuvel en besluiten om daar voor onbepaalde tijd te blijven.
Brians vermoedens van een andere groep overlevenden achter hen worden niet serieus genomen. Totdat een groep hun huis weet binnen te dringen. Een vuurgevecht volgt, wanneer Brian vlucht met Penny in zijn armen wordt zij doodgeschoten. Philip weet twee schutters te vangen en martelt ze vervolgens langzaam uit wraak. Nick en Brian ontdekken dat de schutters door Philip zijn gefolterd en raken diep geschokt door wat hij heeft verricht. Philip weigert om de zombievorm van zijn dochter Penny te doden, dit leidt ertoe dat Nick zich zorgen gaat maken over de ideeën van Philip. Echter, Nick wordt overtuigd en gaat akkoord dat Penny bij de groep gehouden wordt. Ze besluiten om verder te reizen en stuiten op Woodbury, een dorp. In het dorp is er weinig orde en eenheid onder de burgers, maar de kleine bevolking wordt geleid door een kleine groep meedogenloze militairen van de Nationale Garde.
Nadat ze Penny in een nabijgelegen bos hebben vastgebonden, krijgen de drie mannen toestemming om het dorp te betreden. Philip slaagt erin om Penny stiekem in zijn huis te verbergen midden in de nacht. In een nacht komen Nick en Brian erachter dat Philip geprobeerd heeft een meisje in het bos te verkrachten. Nick doodt Philip en het meisje in een poging om Philips waanzin te stoppen, waarop Brian Nick doodschiet. Mentaal en emotioneel uitgeput laat Brian de lichamen in de bossen achter voor de walkers, en overweegt wat hij gaat doen nu hij alleen is. 
Twee dagen later worden alle inwoners bijeengeroepen voor een vergadering in de rechtbank. Gavin stelt voor om een goede verdediging om het dorp heen te bouwen, waar de inwoners zelf aan gaan bijdragen. Hij vertelt dat wie weigert of een afwijkende mening heeft, zal worden doodgeschoten. Verschillende mensen spreken hem tegen, maar Gavin bedreigt hen. Een man die de beslissing belachelijk vindt probeert het dorp te verlaten en wordt onmiddellijk doodgeschoten. Brian loopt naar Gavin toe en schiet hem fataal in zijn hoofd. Brian voelt dat Woodbury een metamorfose ondergaat en staat op als leider van Woodbury. Burgers van Woodbury dringen zich om Brian heen. Als hem wordt gevraagd naar zijn naam, antwoordt Brian met "Philip Blake".